# Kattendieck
Kattendieck ist eine Hofschaft im Osten der bergischen Großstadt Wuppertal.

## Lage und Beschreibung
Die Hofschaft befindet sich auf einer Höhe von 298 m ü. NHN in der Mitte des Wohnquartiers Ehrenberg auf dem gleichnamigen Ehrenberg im Stadtbezirk Langerfeld-Beyenburg. Bei dem Ort entspringen der Kattendieker Bach und der Kattendiecker Siefen.
Benachbarte Ortslagen, Hofschaften und Wohnplätze sind Adamsbusch, Wulfeshohl, Kucksiepen, Vorderer Ehrenberg, Hinterer Ehrenberg, Hebbecke, Öhde, Buschenburg, Beyeröhde und das Ortszentrum Langerfelds.

## Etymologie und Geschichte
Der Name Kattendie(c)k hat die Bedeutung Katzenteich und bezieht sich auf den Quellteich des Kattendieker Bachs.
Die Gehöftgruppe wird im Jahr 1789 erwähnt. Der Ort ist auf der Karte der Gemeinde Langerfeld von 1825 als Im Kattendiek und auf der Preußischen Uraufnahme von 1843 unbeschriftet eingezeichnet, auf dem Wuppertaler Stadtplan von 1930 als Kattendieck. 
Im 19. Jahrhundert gehörte Kattendieck zur Landgemeinde Langerfeld im Landkreis Hagen (bis 1887) und dem Kreis Schwelm (ab 1887), die ein eigenes Amt bildete und am 5. August 1922 in die Stadt Barmen, heute Stadtteil von Wuppertal, eingemeindet wurde. 
Im Gemeindelexikon für die Provinz Westfalen von 1887 werden zwei Wohnhäuser mit elf Einwohnern angegeben. Der Ort wird zu der Zeit Kattendieck genannt.